# Ótr

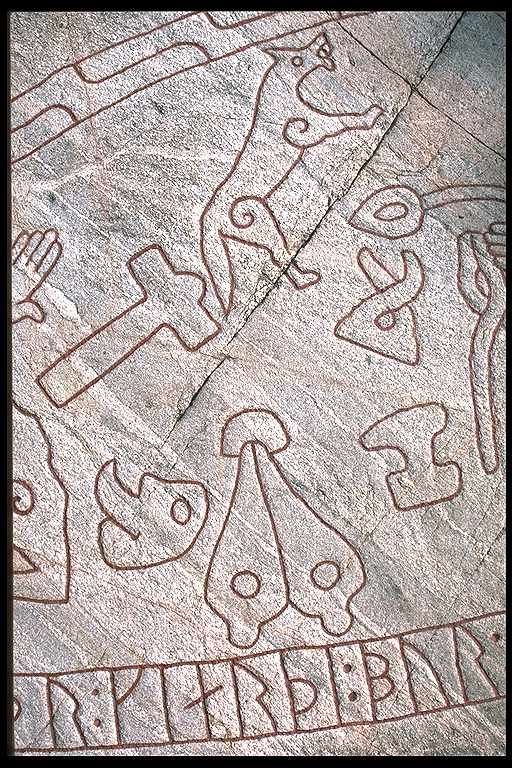
Ótr sur une pierre de Sigurd en Södermanland, c. 1030

Ótr est, dans la mythologie scandinave, un géant ou un nain, fils de Hreiðmarr, et frère de Regin et de Fáfnir. Il fut tué par Loki qui voyageait avec Odin, alors qu'il avait pris la forme d'une loutre. 

#### Sources d'origine
- Edda de Snorri : Skáldskaparmál
- Reginsmál, prose, 12
- Völsunga saga 13-16, 18-20

#### Adaptations
- Édouard Brasey, La Malédiction de l'anneau, Le pré aux clercs 2008